# ماكسيم برناور
ماكسيم برناور (بالإنجليزية: Maxime Bernauer)‏ (من مواليد 1 يوليو 1998) هو لاعب كرة قدم فرنسي محترف يلعب كظهير أيمن لنادي باريس.

## مسيرته الكروية
ظهر ماكسيم لأول مرة مع فريق باريس في مباراة فاز فيها الفريق بنتيجة 4-0 بالدوري على غرونوبل في 24 يوليو 2021.